# Fritz Szalinski (Gewerkschafter)

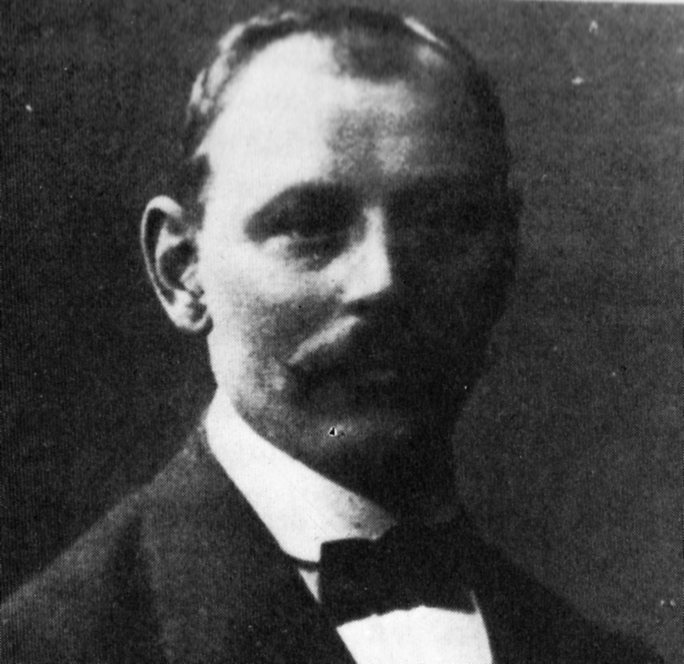
Fritz Szalinski, um 1914

Fritz Szalinski (* 22. April 1878 in Lesgewangminnen; † 15. Januar 1945 im Konzentrationslager Neuengamme) war ein Gewerkschaftssekretär in Osnabrück.

## Leben
Fritz Szalinski wurde auf dem Gut Lesgewangminnen bei Tilsit in Ostpreußen geboren. Er heiratete 1905 in Osnabrück Amalie Steinbacher (1881–1911), die ebenfalls gebürtig aus Ostpreußen stammte. Das Paar hat den Sohn Fritz Szalinski (1905–1978), der ein bekannter Osnabrücker Bildhauer war. Nach dem frühen Tod seiner ersten Frau heiratete er am 2. November 1912 in Osnabrück Karoline Glindmeyer (1890–1970). Aus der zweiten Ehe entstammte die 1916 geborene Tochter Henny.

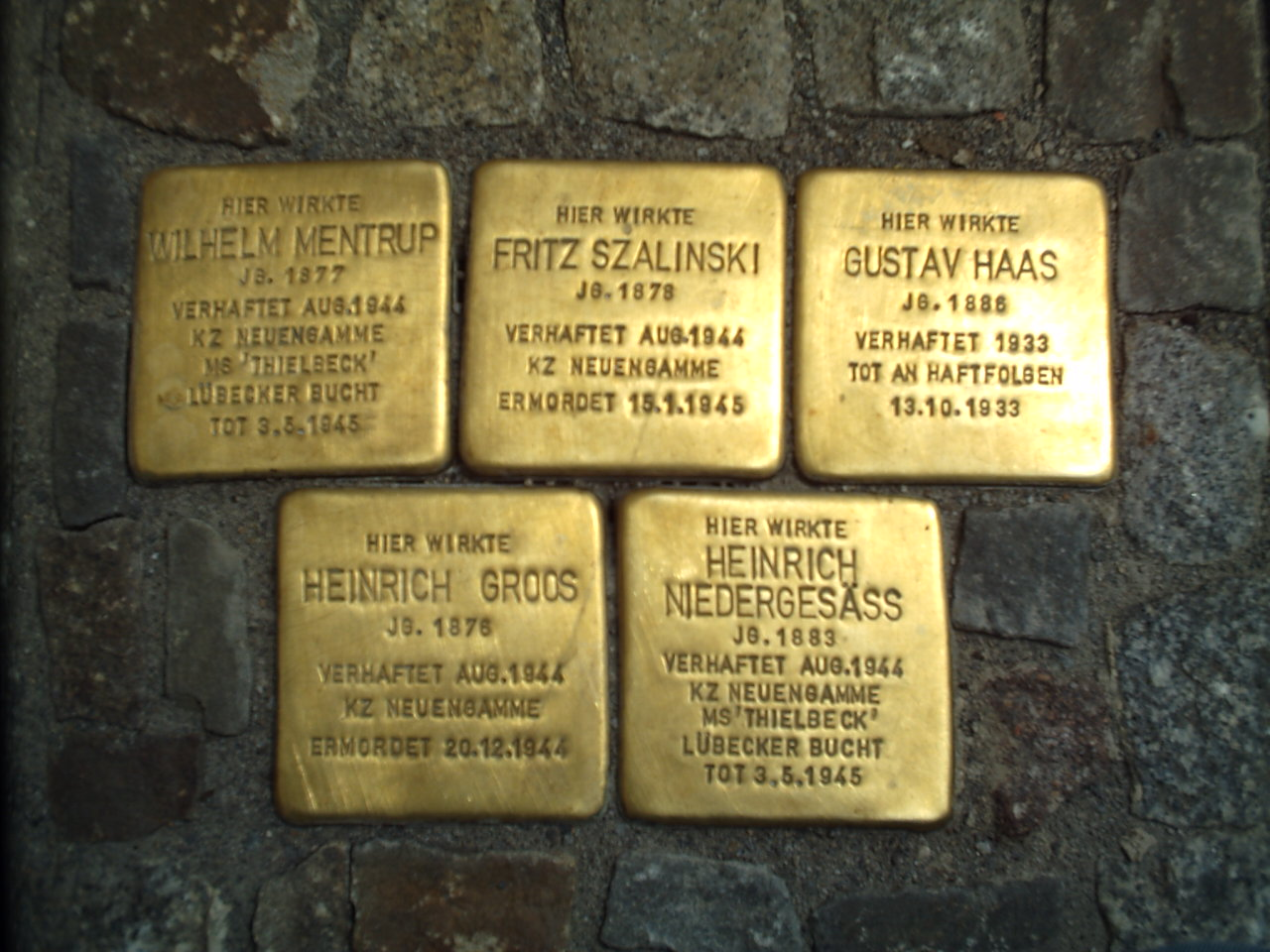
Stolpersteine für Fritz Szalinski (oben Mitte) und andere Gewerkschafter am Kollegienwall

Bis zu seinem 22. Lebensjahr lebte er in Ostpreußen auf dem Gut, wo er geboren wurde. Um die Jahrhundertwende kam er nach Osnabrück, anfangs als ungelernter Werkzeugmacher bzw. Werkzeughärter im Stahlwerk Osnabrück. In Abendkursen holte er die versäumte Schulbildung nach und wurde 1919 hauptberuflich Sekretär beim „Deutschen Metallarbeiter-Verband“, einem Vorläufer der IG Metall. Szalinski trat in die Osnabrücker SPD ein, deren Vorsitzender er in den Jahren 1926/27 wurde. Bis 1933 wirkte er als Arbeitnehmervertreter beim Arbeitsgericht. Im Zusammenhang mit der Besetzung des Gewerkschaftshauses 1933 in Osnabrück wurde er verhaftet und unter tägliche Meldepflicht gestellt. Nach dem Stauffenberg-Attentat auf Adolf Hitler am 20. Juli 1944 gab SS-Chef Heinrich Himmler am 14. August 1944 den Auftrag zur Inhaftierung von ehemaligen KPD- und SPD-Funktionären und Gewerkschaftssekretären. Im Rahmen dieser Aktion, die den Namen Aktion Gewitter trug, wurde Szalinski erneut verhaftet und in das Arbeitserziehungslager Augustaschacht bei Ohrbeck  eingewiesen. Von dort aus wurde er in das Konzentrationslager Neuengamme verlegt. Hier starb er als Häftling mit der Nr. 54 330 am 15. Januar 1945. An ihn und andere verfolgte Osnabrücker Gewerkschafter erinnern seit Juni 2008 Stolpersteine des Künstlers Gunter Demnig am Kollegienwall, dem früheren Standort des Osnabrücker Gewerkschaftshauses. Die Straße „Fritz-Szalinski-Hof“ in Osnabrück ist nach ihm benannt.